# شهرستان سنت فرانسیس (آرکانزاس)
شهرستان سنت فرانسیس، آرکانزاس (به انگلیسی: St. Francis County, Arkansas) شهرستانی در ایالات متحده آمریکا است که در آرکانزاس واقع شده‌است.

## خصوصیات
شهرستان سنت فرانسیس ۱٬۶۶۵٫۳۷ کیلومترمربع مساحت دارد.